# Lögdö bruk
Lögdö bruk är ett före detta järnbruk i Hässjö socken, Timrå kommun i Medelpad. Det anlades 1685 vid Ljustorpsåns strand med masugnar vid Masugnsbäcken någon kilometer västerut. Kvarnar och hammare fanns vid Aspån någon km österut. Vid bruket bedrevs även jordbruk i stor skala (efter den tidens mått). All industri- och jordbruksverksamhet har varit nedlagd sedan början av 1900-talet.
Lögdö bruk är sedan 2004 ett kommunalt inrättat kulturreservat.
Den internationellt kände fysikern Anders Ångström föddes på Lögdö bruk 1814, där fadern var brukspräst.

## Bilder

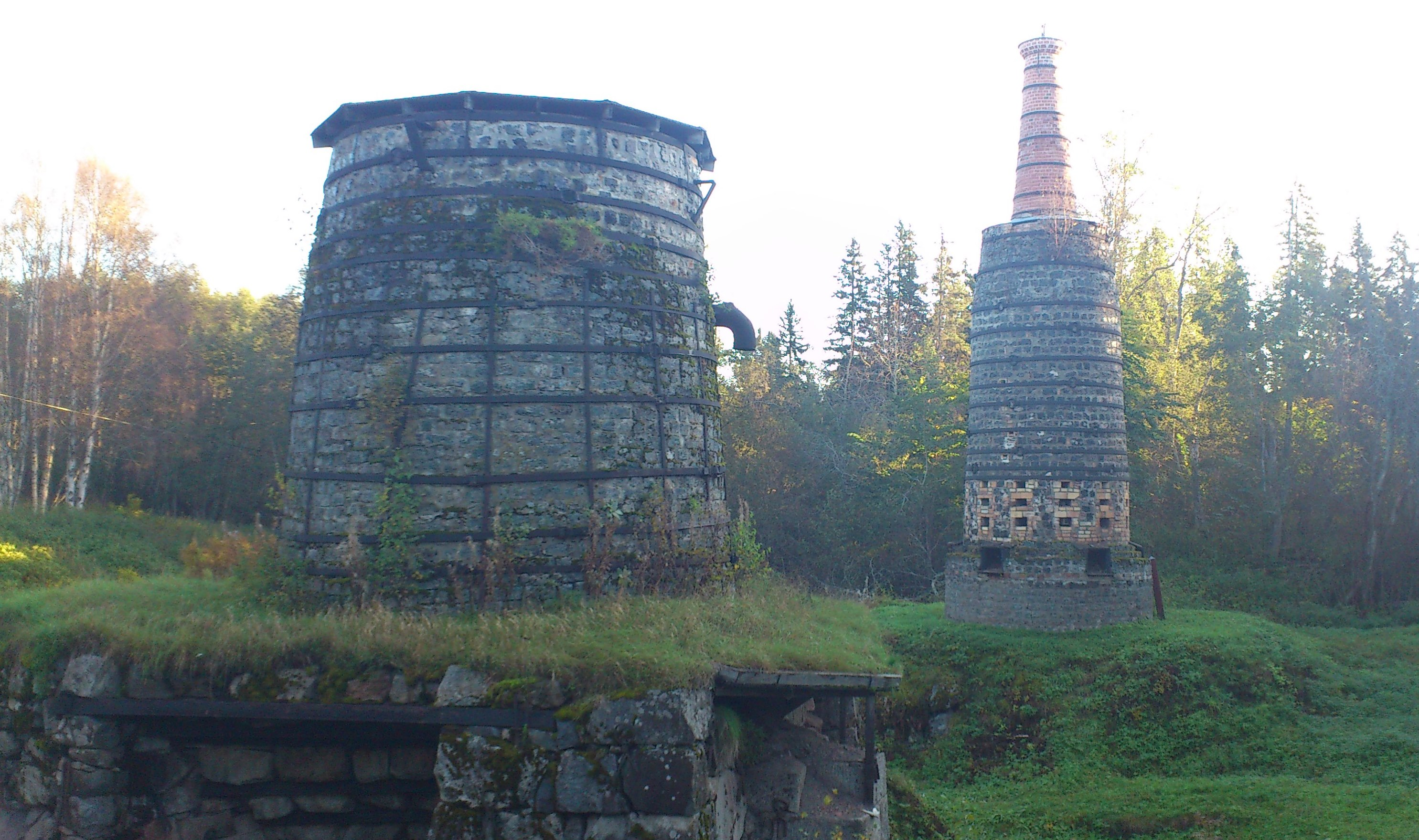
Masugn och pipa
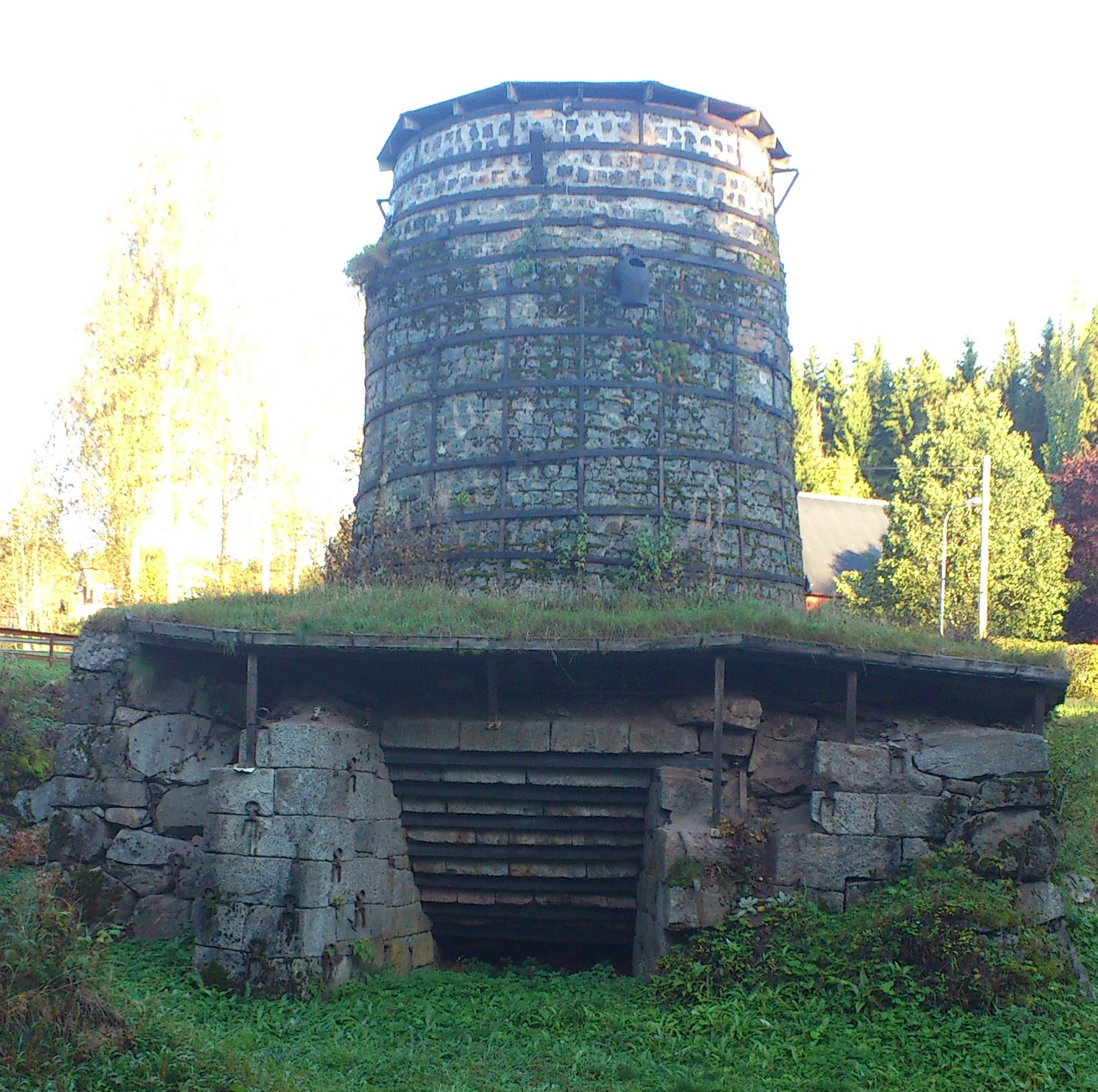
Masugnen
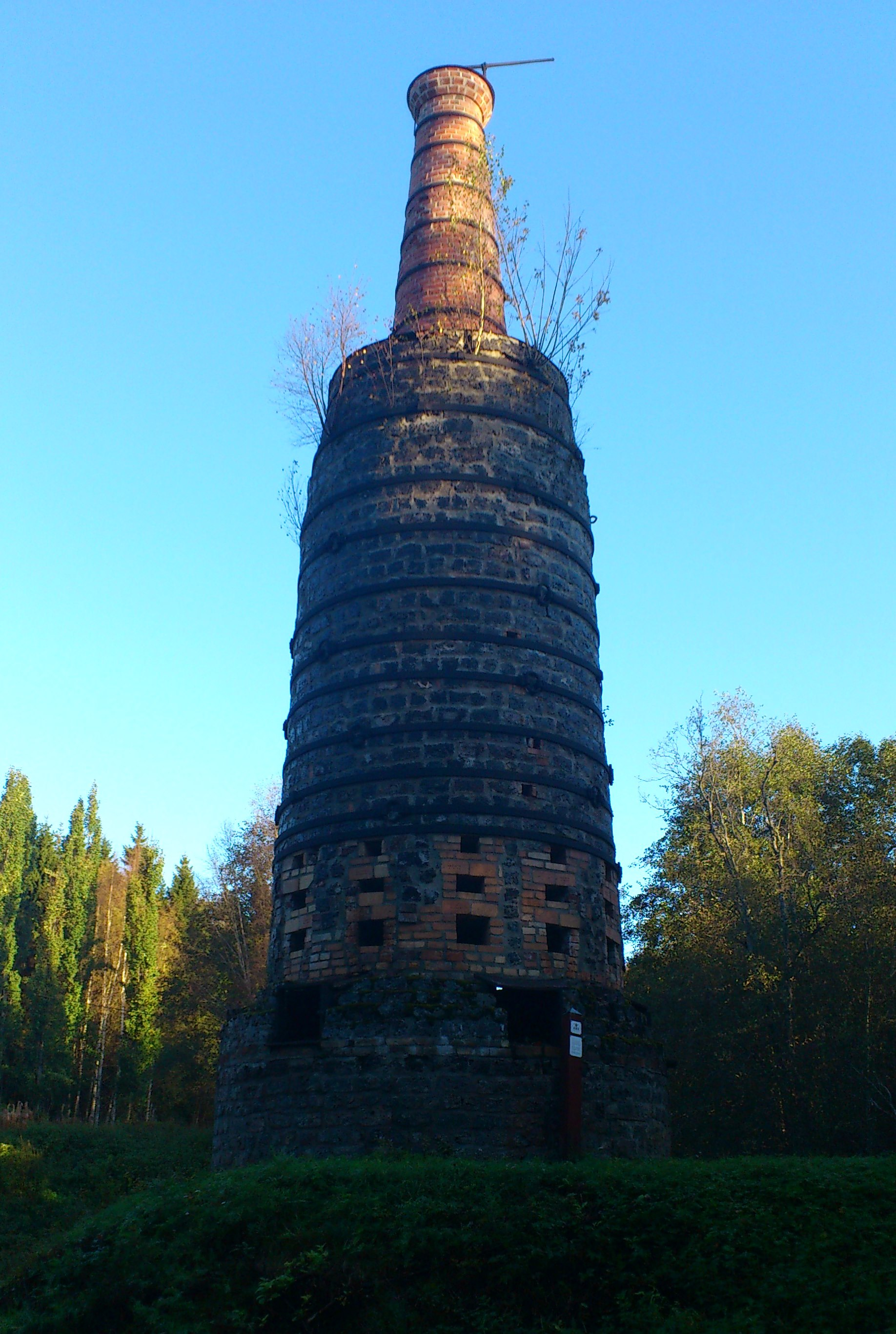
Masugnspipan